# Monsieur Beaucaire (romanzo)
Monsieur Beaucaire è un romanzo breve del 1900 di Booth Tarkington.

## Trama
Bath, 1700. Beau Nash, storica figura di Maestro di Cerimonie a Bath, ha espulso Monsieur Beaucaire perché di basso ceto. Barbiere di un nobile francese, Beaucaire, che gioca ai tavoli con i nobili inglesi, si è fatto una reputazione di uomo onesto e corretto. Sorpreso il duca di Winterset mentre sta barando, minaccia il nobile che è già oggetto di numerosi pettegolezzi, di rendere pubblica la sua vergogna. In cambio del suo silenzio, gli chiede di invitarlo a un grande ballo dove dovrà essere presentato come duca de Chateaurien a Lady Mary Carlisle, la bella di Bath. Nei panni di un duca, Beaucaire conquista non solo la società di Bath, ma anche il cuore della bella Lady. Winterset, che vuole vendicarsi, paga degli scagnozzi per sfidare a duello Beaucaire; duelli da cui il falso duca esce sempre vincitore.
Mentre si sta recando a una festa con Lady Carlisle e altri nobili britannici, Beaucaire viene attaccato da un gruppo di assalitori che, al grido di "barbiere", riescono a metterlo in difficoltà finché non viene salvato dall'arrivo dei suoi servi. Mentre Lady Carlisle accusa di ignavia tutti quelli che non hanno difeso il duca, dall'ombra emerge Winterset che rivela - raccontandola a modo suo - la storia del barbiere, che lui aveva presentato alla società di Bath sotto falso nome costretto - a suo dire - a fare così dalle circostanze. Interrogato dai nobili, Beaucaire dichiara di non essere mai stato barbiere anche se è arrivato in Inghilterra sotto i panni di un barbiere al seguito dell'ambasciatore francese. Molyneux, l'unico dei nobili che dimostra qualche simpatia per il falso duca, nota che la spada appartenente a Beaucaire è quello di un gentiluomo. Dopo che Winterset intima a Beaucaire di non farsi più vedere, Lady Carlisle se ne va via con i suoi senza rivolgere uno sguardo al barbiere smascherato.
All'arrivo in città dell'ambasciatore francese e del conte de Beaujolais, Lady Carlisle, accompagnata da Winterset, capita per caso in un salotto dove trova Beaucaire che sta giocando con Molyneux. L'incontro non serve a chiarire il malinteso tra Beaucaire e la signora. Lei, anzi, sdegnosa, abbandona la stanza chiedendo a Molyneux di andarsene con lei. La venuta dei nobili francesi, però, serve a rivelare la vera identità di Beaucaire che, in realtà, è un principe, cugino del re di Francia, il quale si era rifugiato a Bath sotto mentite spoglie per sfuggire all'ira del re che voleva per lui un matrimonio combinato. Dopo aver perdonato Lady Carlisle che ora è pentita di come ha trattato il falso barbiere, il principe annuncia che sta per tornare in Francia, dove sposerà la giovane aristocratica che il re gli aveva destinato come moglie.

## Al cinema
La storia del falso barbiere è stata adattata diverse volte per lo schermo fin dal 1905. Ne fu interprete anche Rodolfo Valentino nella versione del 1924 diretta da Sidney Olcott. In seguito, Ernst Lubitsch inserì nel film Montecarlo una lunga citazione dedicata all'operetta su Beaucaire per ricollegarsi alla vicenda originale del romanzo che, se pur alla lontana, è alla base della sceneggiatura di questa versione del 1930. Nel 1946, i panni di Beaucaire furono ripresi da Bob Hope, in una variante comica della vicenda.